# اچ‌ام‌اس هیندوستان (۱۷۹۵)
اچ‌ام‌اس هیندوستان (۱۷۹۵) (به انگلیسی: HMS Hindostan (1795)) یک کشتی بود که طول آن ۱۶۰ فوت ۳ اینچ (۴۸٫۸۴ متر) بود. این کشتی در سال ۱۷۹۵ ساخته شد.